# Luna E-1 No.1
Luna E-1 No.1 (ou Luna 1958A) est la première tentative d'envoi d'une sonde spatiale du Programme Luna de l'Union des républiques socialistes soviétiques (URSS). La sonde, lancée le 23 septembre 1958, avait pour objectif de s'écraser ou plutôt rentrer en contact avec le sol lunaire, mais n'atteint pas l'orbite terrestre à la suite d'une défaillance de son lanceur. La sonde Luna 1, lancée avec succès le 2 janvier 1959 est une parfaite copie de Luna E-1 No.1 : quatre exemplaires ont en effet été lancés mais seul le dernier a été une réussite partielle.

## Caractéristiques
La structure de la sonde, qui pèse 361 kilogrammes, est constituée d'une sphère hermétique de 1,21 mètre de diamètre en aluminium et magnésium dans laquelle sont enfermés les instruments scientifiques, les batteries électriques qui fournissent l'énergie du bord, un système de télémétrie ainsi que le système de communication avec le sol. La sphère est remplie d'azote qui contribue à maintenir la température à une valeur acceptable pour l'électronique. Luna E-1 No.1 est dépourvue de tout système de propulsion. Les instruments comprennent un détecteur de micrométéorites, un compteur Geiger, un détecteur à scintillation, un magnétomètre mais aucune caméra. Cinq antennes sont situées sur un de ses hémisphères et les capteurs des instruments scientifiques dépassent à la surface de la sphère.

## Objectif de la mission
Luna E-1 No.1 devait se libérer de l'attraction terrestre en atteignant la vitesse de libération de la Terre et donc pouvoir s'écraser sur la Lune. Elle devait être la première sonde à atteindre la vitesse de libération d'une planète, le premier objet à rentrer dans la sphère d'influence d'un autre corps céleste (ici la Lune) et le premier objet à rentrer en contact avec un corps céleste.
Les scientifiques soviétiques voulaient avoir plus d'information sur le champ magnétique terrestre et la Ceinture de Van Allen récemment découverte par Spoutnik 2 (cependant, les Soviétiques n'ont pas eu accès à cette découverte, transmise hors de portée du réseau de réception au sol). De plus, ils voulaient obtenir des informations sur le champ magnétique, sur la présence de micrométéorites, les taux de radiation et d'énergie sous forme de rayonnement dans l'espace proche de la Lune.

## Déroulement de la mission
La sonde décolle d'une fusée de type Luna (8K72) depuis le Cosmodrome de Baïkonour le 23 septembre 1958. Cependant, 92 secondes après le lancement, une résonance longitudinale dans les propulseurs latéraux provoque une destruction du lanceur, qui s'écrase quelques minutes après son décollage en Sibérie.